# رابرت موریسون
رابرت موریسون (انگلیسی: Robert Morrison; ۲۶ مارس ۱۹۰۲ – ۱۹ فوریهٔ ۱۹۸۰) قایقران روئینگ اهل بریتانیا بود.